# Émile Sartorius
Émile Sartorius, né le 11 septembre 1883 et mort le 23 novembre 1933, est un footballeur français des années 1900.

## Biographie
En tant qu'attaquant, Émile Sartorius est international français à cinq reprises (1906-1908) pour deux buts inscrits. Sa première sélection est honorée en novembre 1906 à Paris, contre l'Angleterre (amateurs), se soldant par une raclée (0-15). Il faut attendre 1908, pour qu'il connaisse ses quatre autres sélections (Suisse, Angleterre amateur, Belgique et Danemark). Il inscrit un but contre la Suisse et le Danemark. 
Il participe aux Jeux olympiques de 1908, ne jouant qu'un match, étant le seul buteur français de la plus lourde défaite de la France jusqu'à présent (1-17) contre le Danemark.
Il fait toute sa carrière au RC Roubaix, remportant cinq fois le championnat de France USFSA. Blessé grièvement durant la Première Guerre mondiale, il devient ensuite dirigeant du RC Roubaix. Il meurt en novembre 1933 des séquelles de ses blessures.

## Palmarès
- Championnat de France de football USFSA
  - Champion en 1902, en 1903, en 1904, en 1906 et en 1908
  - Vice-champion en 1905 et en 1907